# Ancora una fetta
Ancora una fetta è il quarto album del gruppo musicale Ska italiano Vallanzaska, pubblicato nel 2001.

## Tracce
1. Allo specchio – 2:53
2. Licantropite – 3:08
3. Antonio – 2:48
4. Non l'hai mica capito – 3:58
5. Fritto mistico – 3:00
6. La trattoria – 3:14
7. Estate del '29 – 5:33
8. Road – 2:11
9. Le gazzelle – 3:16
10. Teggare – 2:49
11. L'abbonato – 3:57
12. Italian Song – 3:54